# Siegfried Müller (Historiker)
Siegfried Müller (* 1950) ist ein deutscher Historiker. Er verfasste zahlreiche Bücher und über 70 Aufsätze zur Kunst- und Kulturgeschichte vom Mittelalter bis zum 20. Jahrhundert. Für verschiedene Museen entwickelte er Computerspiele und interaktive Medienstationen. Er arbeitete als Ausstellungs-Kurator am Landesmuseum für Kunst und Kulturgeschichte Oldenburg, wo er die Abteilung Kulturgeschichte leitete.

## Leben
Siegfried Müller arbeitete nach seiner Verwaltungslehre etliche Jahre bei der Stadtverwaltung Hannover. Von 1974 bis 1981 studierte er an der Universität Hannover Germanistik, Geschichte, Philosophie und Pädagogik und schloss sein Studium mit dem 1. Staatsexamen ab. Von 1982 bis 1984 Stipendiat der Gerda Henkel-Stiftung wurde er 1985 mit einer Dissertation zum Thema Stadt, Kirche und Reformation. Das Beispiel der Landstadt Hannover promoviert. Von 1985 bis 1987 war er wissenschaftlicher Mitarbeiter an der Universität Hannover (SFB Hochschulpolitik in Westdeutschland nach 1945), Von 1988 bis 1990. war er als wissenschaftlicher Projektleiter am Roemer- und Pelizaeus-Museum in Hildesheim für den Aufbau des Stadtgeschichtlichen Museums im Knochenhauer-Amtshaus zuständig. 1990 wechselte er an das Landesmuseum für Kunst und Kulturgeschichte Oldenburg. Von 1992 bis 2015 war er einer der ehrenamtlichen Gutachter der Körber-Stiftung/Hamburg für den Schülerwettbewerb „Deutsche Geschichte“ des Bundespräsidenten. Von 1996 bis 1998 begleitete er als Mitglied der Sachverständigenkommission die 26. Europaratsausstellung 1648 – Krieg und Frieden in Europa in Münster und Osnabrück, außerdem das Museum für die Geschichte des Dreißigjährigen Krieges in Wittstock/Dosse. 2000/2001 war er Mitglied der Kommission für die Neukonzeption des Militärhistorischen Museums der Bundeswehr in Dresden. Von 2003 bis 2005 war er als wissenschaftlicher Projektleiter an das Militärhistorische Museum abgeordnet, wo er ein 22-köpfiges Team leitete und u. a. den Masterplan für eine Ausstellungsfläche von 20.000 m² erarbeitete.
Lehraufträge an verschiedenen deutschen Universitäten und Seminare gemeinsam mit Hartmut Boockmann in Göttingen und Heinz Schilling in Berlin ergänzten seine berufliche Museumslaufbahn.

## Arbeitsschwerpunkte
- Stadtgeschichte in Spätmittelalter und Früher Neuzeit
- Reformationsgeschichte des 16./17. Jahrhunderts
- Kulturgeschichte des 20. Jahrhunderts

## Schriften (Auswahl)
- Siegfried Müller: Leben im alten Hannover. Kulturbilder einer deutschen Stadt. Schlütersche, Hannover 1986, ISBN 3-87706-033-1.
- Siegfried Müller: Stadt, Kirche und Reformation. Das Beispiel der Landstadt Hannover. zugleich Dissertation 1984/85 an der Universität Hannover. Lutherhaus-Verlag, Hannover 1987, ISBN 3-87502-179-7.
- Siegfried Müller, Die Reformation in Hannover. Ein historisches Lesebuch. Lutherhaus-Verlag, Hannover 1987, ISBN 3-87502-175-4.
- Siegfried Müller: Leben in der Residenzstadt Hannover. Adel und Bürgertum im Zeitalter der Aufklärung. Schlüter, Hannover 1987, ISBN 3-87706-281-4.
- Siegfried Müller (Bearb.): Nordwestdeutsche Hochschulkonferenzen 1945-1948 (Hrsg. Manfred Heinemann), 2 Bde., Lax, Hildesheim 1997, ISBN 3-7848-3905-3
- Annelore Rieke-Müller, Siegfried Müller: Streifzüge durch das alte Hildesheim. Kulturgeschichtliche Miniaturen einer deutschen Stadt. Gerstenberg, Hildesheim 1993, ISBN 3-8067-8520-1.
- Siegfried Müller (Hrsg.), Stadt und Residenz Oldenburg 1345–1918. Katalog zur Ausstellung im Landesmuseum für Kunst und Kulturgeschichte Oldenburg. Isensee, Oldenburg 1995, ISBN 3-89598-260-1.
- Siegfried Müller (Hrsg.), Kleider machen Politik. Zur Repräsentation von Nationalstaat und Politik durch Kleidung in Europa vom 18. bis zum 20. Jahrhundert. Katalog zur gleichnamigen Sonderausstellung im Landesmuseum für Kunst und Kulturgeschichte Oldenburg. Isensee, Oldenburg 2002, ISBN 3-89598-885-5.
- Siegfried Müller (Hrsg.): Von Zeppelin bis Airbus. Luftfahrt in Nordwestdeutschland im 20. Jahrhundert. Katalog zur gleichnamigen Sonderausstellung im Landesmuseum für Kunst und Kulturgeschichte Oldenburg, Delius Klasing, Bielefeld 2007, ISBN 978-3-7688-1966-4.
- Siegfried Müller, Michael Reinhold: 100 Jahre, 100 Objekte. Das 20. Jahrhundert in der deutschen Kulturgeschichte. Katalog zur gleichnamigen Sonderausstellung im Landesmuseum für Kunst und Kulturgeschichte Oldenburg. Kerber, Bielefeld/ Leipzig 2009, ISBN 978-3-86678-286-0.
- Siegfried Müller (Hrsg.): Mini, Mofa, Maobibel. Die sechziger Jahre in der Bundesrepublik. Katalog zur gleichnamigen Sonderausstellung im Landesmuseum für Kunst und Kulturgeschichte Oldenburg. Kerber, Bielefeld/ Berlin 2013, ISBN 978-3-86678-759-9.
- Siegfried Müller, Michael Reinbold (Hrsg.): Demo, Derrick, Discofieber. Die siebziger Jahre in der Bundesrepublik. Katalog zur gleichnamigen Sonderausstellung im Landesmuseum für Kunst und Kulturgeschichte Oldenburg, Imhof, Petersberg 2016, ISBN 978-3-7319-0306-2.
- Siegfried Müller: Kultur in Deutschland. Vom Kaiserreich bis zur Wiedervereinigung. Kohlhammer, Stuttgart 2017, ISBN 978-3-17-031844-1.
- Siegfried Müller: Valeska Gert. Von Berlin bis Kampen auf Sylt, Leipzig 2022, ISBN 978-3-95565-514-3.